# 麥丘恩 (堪薩斯州)
麥丘恩（英語：McCune）是一個位於美國堪薩斯州克勞福德縣的城市。

## 地方資料
根據2020年美國人口普查的數據，麥丘恩的面積為0.82平方千米，當中陸地面積為0.82平方千米，而水域面積為0.00平方千米。當地共有人口370人，而人口密度為每平方千米451.22人。